# بطولة باوليستا 1998
بطولة باوليستا 1998 هو موسم من بطولة باوليستا. كان عدد الأندية المشاركة فيه 16، وفاز فيه نادي ساو باولو.